# Лидо Росело
Лидо Росело је насеље у Италији у округу Агриђенто, региону Сицилија.
Према процени из 2011. у насељу је живело 439 становника. Насеље се налази на надморској висини од 14 м.